# 海南杜鹃
海南杜鹃（学名：Rhododendron hainanense）为杜鹃花科杜鹃花属下的一个种。
海南杜鹃是中国特有植物,  株高1–3 m, 花顶生、红色，花期10月至翌年3月,  是杜鹃花属花期最晚、自然花期最长的一个物种。海南杜鹃仅分布在海南和广西海拔 200–700 m 的山区溪流沿岸

## 扩展阅读
- 維基物種上的相關：海南杜鹃

1. ↑  . kns.cnki.net.   [2019-08-14].